# Trekkerrijbewijs
Een trekkerrĳbewĳs (officieel Certificaat voor vakbekwaamheid) is in Nederland verplicht om met een trekker op de openbare weg te mogen rijden. Op eigen erf mag men ook zonder rijbewijs een trekker besturen. In België heet dit het G-Rĳbewĳs.

## Nederland
Het rijbewijs heet officieel certificaat voor vakbekwaamheid omdat 16- en 17-jarigen voor de Arbowet een certificaat moeten hebben om arbeid te mogen verrichten met een trekker. Voor de wet mag men vanaf de leeftijd van 16 jaar een trekker besturen op de openbare weg, maar dan mag er geen arbeid mee verricht worden, hiervoor is het certificaat nodig.
Dit certificaat is in juli 2015 vervallen met de invoering van het T-rijbewijs. Iedereen die vóór de invoering in juli 2015 een rijbewijs B of trekkercertificaat had, krijgt de T bijgeschreven bij verlenging van het rijbewijs. Iedereen die na die datum een trekker op de openbare weg wil besturen, moet het moeilijkere examen voor rijbewijs T met goed gevolg afronden.

### Examen
Een trekkerrijbewijsexamen bestaat uit twee delen: een theorie- en een praktijkexamen.
- Het theoriegedeelte (maximaal 100 min.) bestaat uit: kennis van de verkeersregels, kennis van de trekker, wetgeving m.b.t. agrarische voertuigen,etc.;
- Het praktijkgedeelte (maximaal 30 min.) bestaat uit een aantal bijzondere verrichtingen die binnen 3 pogingen met een voldoende moeten worden afgerond, en het rijden op de openbare weg met een trekker en aanhanger die voldoen aan de wettelijke eisen.

Wie een "trekkerrijbewijs" wil halen, meldt zich aan bij een AOC of een andere onderwijsinstelling met Groene invulling. Het "trekkerrijbewijs" geldt niet voor zelfrijdende of langzaam rijdende werktuigen (16-25 km /uur), zij vallen vaak onder andere rijbewijzen. Het "trekkerrijbewijs" is niet geldig in andere landen.

### Invoering T-Rijbewijs
Op 1 juli 2015 ging in Nederland het T-Rijbewijs in werking. Het grootste verschil is de overgang van een trekkercertificaat naar een officieel rijbewijs dat behaald moet worden bij het CBR.

## België
Het G-Rijbewijs is een Belgisch rijbewijs voor het besturen van tractoren en landbouwvoertuigen. In België is de reglementering rond het rijbewijs vastgelegd in het Koninklijk Besluit van 23 maart 1998.

### Achtergrond
Het G-Rijbewijs is in België verplicht voor traag vervoer-voertuigen die maximaal 40 km/u kunnen rijden. Hieronder vallen:
- landbouw- en bosbouwtrekkers;
- aanhangwagens achter landbouwvoertuigen;
- officieel geregistreerd landbouwmaterieel;
- officieel geregistreerde landbouwmotoren;
- officieel geregistreerde maaimachines.

Wie een rijbewijs B of B+E heeft, mag sinds september 2007 ook deze machines besturen, mits de massa van deze voertuigen niet groter is dan de maximaal toegestane massa voor de categorieën B en B+E. Vóór september 2007 mochten ook houders van rijbewijs C deze voertuigen besturen.
Wie vóór 1 oktober 1982 geboren was, had dit rijbewijs niet nodig. Wie ná 1982 geboren was, moest tussen de 16 en 18 jaar het rijbewijs behalen (er was een overgangsregeling tot 31 december 2008), maar er gold een beperking op de massa van het voertuig (20 MTM). Voor ieder die 18 jaar of ouder was gold hetzelfde tot 31 december 2008, maar met een maximale massa van 44 MTM.

## Verschillen tussen Nederland en België
- Het Nederlandse Certificaat voor vakbekwaamheid (trekkerrijbewijs) kan via een Agrarisch opleidingscentrum (AOC) of vergelijkbare school worden behaald;
- Het Belgische rijbewijs G kan worden verkregen door zowel een theoretisch als praktisch examen te behalen.